# Pseudagrion bicoerulans
Pseudagrion bicoerulans – gatunek ważki z rodziny łątkowatych (Coenagrionidae). Występuje w Afryce Wschodniej; stwierdzono go na terenie Kenii, Tanzanii i Ugandy.